# Serranochromis meridianus
Serranochromis meridianus es una especie de peces de la familia Cichlidae en el orden de los Perciformes.

## Morfología
Los machos pueden llegar alcanzar los 37 cm de longitud total.

## Distribución geográfica
Se encuentran en África: Mozambique y Sudáfrica (Transvaal y KwaZulu-Natal).